# Archidiocèse de Bogota
L'archidiocèse de Bogota (en latin : archidioecesis Bogotensis ; en espagnol : arquidiócesis de Bogotá) est un archidiocèse métropolitain de l'Église catholique en Colombie. Les archevêques de Bogotá portent le titre honorifique de primat de Colombie.

## Territoire
Il comprend 15 districts de Bogota : Usaquén, Chapinero, Santa Fe, San Cristóbal, Usme, Tunjuelito, Barrios Unidos, Teusaquillo, Los Mártires, Antonio Nariño, Puente Aranda, La Candelaria, Rafael Uribe Uribe, Ciudad Bolívar, Sumapaz et une partie du district de Suba.
Il comprend également 11 municipalités du département de Cundinamarca : Cáqueza, Chipaque, Choachí, Fómeque, Fosca, Guayabetal, Gutiérrez, La Calera, Quetame, Ubaque et Une.
Il a un territoire d'une superficie de 4 099 km2 divisé en 297 paroisses. Le siège archiépiscopal est dans la ville de Bogota, capitale de la Colombie, où se trouve la cathédrale de l'Immaculée-Conception qui garde une partie du crâne de sainte Élisabeth de Hongrie, c'est la raison pour laquelle elle est la patronne de l'archidiocèse.
Bogota possède les basiliques mineures de Notre-Dame de Lourdes (es), du Sacré-Cœur (es) dite du vœu national, et du Seigneur de Monserrate (es) sur les hauteurs de la colline du Cerro de Monserrate, ainsi que les sanctuaires de Notre-Dame-du-Mont-Carmel, du Divin Enfant-Jésus (es) et ceux plus excentrés de Notre-Dame du Rocher (es) et de Notre-Dame de Guadalupe.
En dehors de Bogota mais toujours sur le territoire de l'archidiocèse se trouve la basilique de l'Immaculée Conception de Cáqueza.

## Historique
Le siège de Bogotà tire son origine du diocèse de Santa Marta fondé le 9 janvier 1534. Lors du consistoire du 11 septembre 1562, le pape Pie IV autorise, à la demande de Philippe II, le transfert du siège, de la cathédrale, du chapitre de chanoines et de la curie dans la ville de Santa Fé(aujourd'hui Bogota) qui devient la capitale du royaume de Nouvelle-Grenade en 1549.
Par la bulle In suprema dignitatis apostolicae du 22 mars 1564, Pie IV confirme le transfert du siège épiscopal ; dans le même temps, le diocèse est élevé au rang d'archidiocèse métropolitain sous le nouveau nom d'archidiocèse de Santa Fé de Nouvelle-Grenade avec les diocèses de Popayán et Cartagène des Indes comme suffragants (aujourd'hui tous deux archidiocèses).
L'archidiocèse cède successivement des portions de son territoire pour l'érection de nouveaux diocèses : Le 15 avril 1577 pour le rétablissement du diocèse de Santa Marta, le 16 février 1778 pour le diocèse de Mérida (aujourd'hui archidiocèse de Mérida au Venezuela), le 31 août 1804 pour le diocèse d'Antioquia (aujourd'hui archidiocèse de Santa Fe de Antioquia), le 25 septembre 1835 pour le diocèse de Nueva Pamplona (aujourd'hui archidiocèse de Nueva Pamplona), le 29 juillet 1880 pour le diocèse de Tunja (aujourd'hui archidiocèse de Tunja)et le 30 août 1894 pour le diocèse de Tolima(supprimé le 20 mai 1900).
Il change son nom d'archidiocèse de Santafé de Nouvelle-Grenade pour celui d'archidiocèse de Bogota en Colombie par le décret Obsequiose exposuit du 8 juin 1898 de la congrégation pour les évêques. La même congrégation simplifie son nom en Bogota le 12 janvier 1953 par le décret 
Apostolicis sub plumbo Litteris.
Par un rescrit du 7 novembre 1902, le pape Léon XIII concède à l'archevêque de Bogotá et à ses successeurs le titre de primat de Colombie.
Au cours du XXe siècle, il cède des parties de son territoire à plusieurs reprises pour l'érection de nouvelles circonscriptions ecclésiastiques : Le 23 juin 1903 pour la préfecture apostolique de Intendencias Orientales (aujourd'hui archidiocèse de Villavicencio), le 1er septembre 1951 pour le diocèse de Zipaquirá, le 29 mai 1956 pour le diocèse de Girardot, le 16 mars 1962 pour le diocèse de Facatativáet le 6 août 2003 pour les diocèses de Fontibón, Engativáet Soacha.

## Archevêques
- Liste des évêques et archevêques de Santafé de Nouvelle-Grenade-Bogota